# دانیل دورینگر
دانیل دورینگر (انگلیسی: Daniel Döringer؛ زادهٔ ۲۶ february ۱۹۹۱ (۳۴ سال)) بازیکن فوتبال اهل آلمان است.
از باشگاه‌هایی که در آن بازی کرده‌است می‌توان به باشگاه فوتبال زاربروکن و باشگاه فوتبال وهن ویسبادن اشاره کرد.